# Norrbyhammar (naturreservat)
Norrbyhammar är ett naturreservat i Lindesbergs kommun i Örebro län.
Området är naturskyddat sedan 1998 och är 39 hektar stort. Reservatet ligger med Skedviån som gräns i väster och består av orörd barrblandskog med ett stort inslag av asp.